# Francesco Ruberto
Francesco Ruberto (sinh ngày 19 tháng 3 năm 1993 ở Sambiase) là một cầu thủ bóng đá người Thụy Sĩ-Ý thi đấu cho FC Thun. Ruberto là người gốc Ý.